# Jerry R. Choate
Jerry Ronald Choate (* 21. März 1943 in Bartlesville, Washington County, Oklahoma; † 9. Dezember 2009 in Denver, Colorado), meist als Jerry R. Choate zitiert, war ein US-amerikanischer Mammaloge, Hochschullehrer und Museumsdirektor.

## Leben
Choate war der einzige Sohn von Alyce Joyce Cox und Flourney L Choate, Jr. Sein Vater diente als First Lieutenant bei der United States Air Force und kam nur wenige Monate nach Ende des Zweiten Weltkriegs bei einem Unfall in Deutschland ums Leben. Seine Mutter heiratete 1947 Connie Woodrow Marks, der als Zeichner für die Phillips Petroleum Company tätig war. 
Nach seinem Highschool-Abschluss in Bartlesville im Jahr 1961, schrieb sich Choate an der Oklahoma State University ein, von der er jedoch aufgrund unangemessenen Verhaltens verwiesen wurde. Im April 1963 heiratete er in Tulsa, Oklahoma, Rosemary Fidelis Walker. Aus dieser Ehe ging ein Sohn hervor. 1965 erwarb Choate seinen Bachelor of Arts an der Pittsburg State University und wechselte anschließend an die University of Kansas in Lawrence, wo er 1969 mit der Dissertation Systematic and zoogeographic relationships of Middle Amercan shrews of the genus Cryptotis zum Ph.D. promoviert wurde. Choate begann zunächst unter E. Raymond Hall zu forschen, aber nach Meinungsverschiedenheiten über seine wissenschaftlichen Interessen und Karrierepläne, schloss er sein Studium unter der Leitung von J. Knox Jones, Jr. ab. Seine Doktorarbeit war eine umfassende taxonomische Übersicht über die Kleinohrspitzmäuse (Cryptotis) in Mittelamerika, die sein karrierebegleitendes Interesse an der Systematik der Spitzmäuse begründete. 
Nach Lehraufträgen an der University of Connecticut und der Yale University, wo er Säugetierkunde unterrichtete, nahm er 1971 eine feste Stelle an der Fort Hays State University in Hays, Kansas, an und blieb dort bis zu seiner Pensionierung im Jahr 2009. Er unterrichtete im Fachbereich Biowissenschaften und wurde 1971 Kurator für Säugetiere sowie 1973 Direktor des Museum of the High Plains. 
Im Jahr 1980 wurde Choate zum Direktor des Fort Hays Museums ernannt, wodurch die beiden wissenschaftlichen Museen des Campus – das Museum of the High Plains und das Sternberg Museum of Natural History, das sich mit Geologie und Paläontologie befasst – unter einem Dach vereint wurden, wobei jedoch ihre Eigenständigkeit und ihre Direktion erhalten blieben. Von 2003 bis 2009 war er Direktor des Sternberg Museum of Natural History der Universität. 
Choate betreute 54 Masterstudenten, von denen 26 einen Doktortitel und einer einen Doktor der Tiermedizin (DVM) erwarb. 
Choate wurde von der Fort Hays State University im Jahr 2005 als President’s Distinguished Scholar ausgezeichnet. Dies ist die höchste von dieser Universität verliehene Auszeichnung. 
Zusammen mit seinen Studenten dokumentierte er die historische Biogeographie zahlreicher Säugetiere in den Great Plains, darunter den Östlichen Fleckenskunk, den Graufuchs, das Mauswiesel, den Gabelbock, den Schwarzfußiltis und das Waldmurmeltier. 
Er veröffentlichte fünf Bücher, darunter Collections of recent Mammals in North America, Guide to Mammals of the Plains States, Handbook of Mammals of the South-central States (1994), Reflections of a naturalist: Papers honoring Professor Eugene D. Fleharty (2000),  sowie über 196 Fachartikel über Nagetiere, Spitzmäuse und Fledermäuse, die sich hauptsächlich mit der Evolution und den Wanderungsmustern dieser Tiere befassten. 
Seine Arbeiten sind in anerkannten regionalen, nationalen und internationalen Fachzeitschriften erschienen, darunter Alces, Annals and Special Publications of Carnegie Museum, American Midland Naturalist, Bulletin of the Southern California Academy of Sciences, Canadian Journal of Zoology, Experientia, Journal of Mammalogy, Journal of Range Management, Journal of Wildlife Diseases, Mammalia, Mammalian Species, Occasional Papers of the Museum of Southwestern Biology, Occasional Papers and Special Publications of the Museum of Texas Tech University, Prairie Naturalist, Proceedings of the Biological Society of Washington, Publications of the Museum of Natural History of the University of Kansas, Southwestern Naturalist, Special Publications of the American Society of Mammalogists, Systematic Zoology, Texas Journal of Science, Transactions of the Kansas Academy of Science, Transactions of the Missouri Academy of Science sowie in den Transactions of the Nebraska Academy of Sciences.
Im Zusammenarbeit mit Elmer C. Birney organisierte und redigierte Choate den Band Seventy-five Years of Mammalogy (1919–1994), der als eine der Sonderpublikationen der American Society of Mammalogists herausgegeben wurde. 
Gemeinsam mit Studenten und Kollegen verbrachte Choate viel Zeit damit, die Biogeografie, die Naturgeschichte und Systematik von Taschenratten in den Great Plains zu erforschen, was in der Veröffentlichung von Studien zur Fortpflanzung und Ernährung der Flachland-Taschenratte (Geomys bursarius), der Baird-Taschenratte (Geomys breviceps) sowie der Llano-Taschenratte (Geomys texensis) gipfelte. Er dokumentierte auch den ersten Fall von Lungenentzündung bei der Flachland-Taschenratte. 
Choates bedeutendste Forschungsbeiträge betrafen Arbeiten zum Verständnis der Systematik der Neuwelt-Spitzmäuse der Gattungen Blarina und Cryptotis. Seine systematische Übersicht über die Mitglieder der Gattung Cryptotis in Mexiko und Mittelamerika reduzierte die Zahl der anerkannten Taxa von 34 auf 18 benannte Arten. 
Er ist Erstbeschreiber der Merriam-Kleinohrspitzmaus (Cryptotis merriami) und der Unterart Myotis velifer magnamolaris des Höhlenmausohrs.
Choate wurde 1964 Mitglied der American Society of Mammalogists (ASM). Er diente 24 Jahre als Kuratoriumsmitglied, davon 12 Jahre als Vorsitzender des Kuratoriums. 1984 wurde er Treuhänder der ASM. Zudem war er ein Jahr erster Vizepräsident und ein Jahr Redakteur für Sonderpublikationen. Von 1984 bis 1999 sowie 2007 bis 2009 war er Vorstandsmitglied. Er wurde auch als Präsident der ASM vorgeschlagen, er zog es jedoch vor, im Kuratorium zu arbeiten. 
Für seine Leistungen erhielt er den C. Hart Merriam Award (1988), den Joseph Grinnell Award (2006) und die Ehrenmitgliedschaft (2007). 
In Anerkennung seiner Erfolge bei der Förderung der wirtschaftlichen Entwicklung erhielt Choate 2002 die Verdienstauszeichnung der Abteilung für Reise- und Tourismusentwicklung des Ministeriums für Handel und Wohnungsbau von Kansas. 
Besonders aktiv war Choate in der Southwestern Association of Naturalists, in der er 23 Jahre lang als Präsident und als Vorsitzender des Kuratoriums tätig war. Für diese Organisation war er Mitglied von 8 Ausschüssen. Von 1973 bis 1978 und von 1985 bis 2009 gehörte er dem Vorstand an und war 2 Jahre lang Mitherausgeber der Fachzeitschrift Southwestern Naturalist. 1988 verlieh ihm diese Gesellschaft den ersten Robert L. Packard Excellence in Education Award und im Jahr 1999 den Meritorious Service Award, der 2010 in Jerry-R.-Choate-Award umbenannt wurde. 
Im Dezember 2009 starb Choate an den Folgen eines Krebsmelanoms.